# Ed Carpenter
Everette Edward Carpenter, Jr. mais conhecido como Ed Carpenter (Paris, Illinois, 3 de março de 1981) é um piloto estadunidense de corridas automobilísticas e dono da equipe Ed Carpenter Racing.

## Biografia

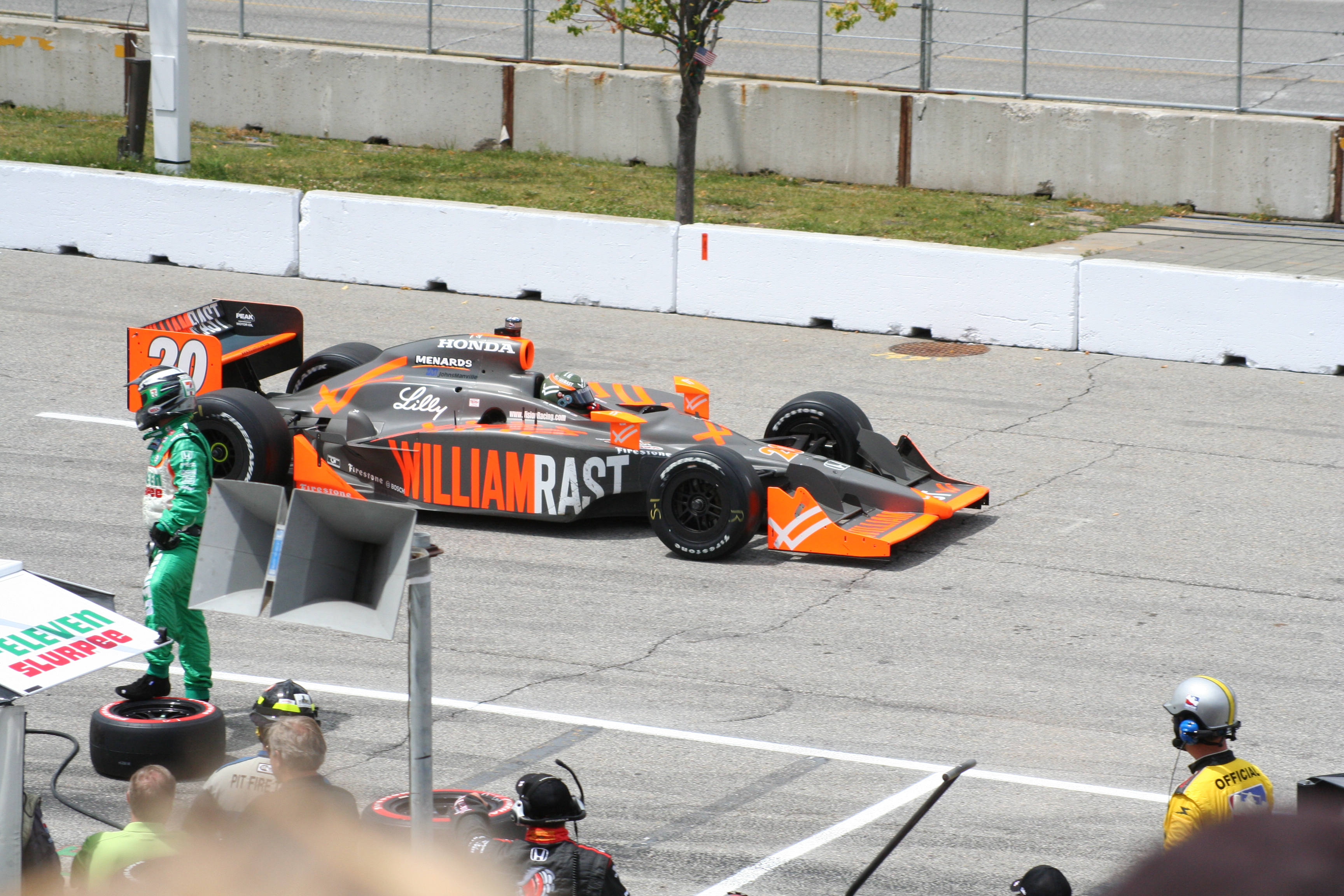
Carro de Ed Carpenter na IndyCar Series em 2009.

Considerado um especialista em circuitos ovais, de onde ele obteve seus melhores resultados na IndyCar com três vitórias nos seguintes ovais: no GP de Kentucky no ano de 2011, no GP de Fontana em 2012 e no GP de Texas em 2014.(até o ano de 2017), além de ser um dos 11 pilotos que conseguiram o feito de fazer 2 pole position consecutivas na classificação das 500 Milhas de Indianápolis(até o ano de 2017). Nos circuitos mistos, o melhor resultado de Carpenter foi um 6º lugar em Watkins Glen em 2006, com condições chuvosas quando corria na Vision.
Vive em Indianápolis desde a infância, além de ter se graduado em marketing na Butler University. O piloto competiu em midgets e também em sprint cars na USAC já na década de 90.
Na Infiniti Pro Series de 2003, categoria de acesso da IndyCar, Carpenter ganhou a primeira edição da etapa de Indianápolis. Além disso, foi em segundo lugar em três outras corridas das 12 que compõem o calendário, terminando assim em terceiro lugar. No ano de 2003, ele estreou na IndyCar Series com a equipe PDM, terminando duas das três datas finais.
Cheever assinou com Carpenter para disputar a Indy em 2004 como piloto. Com motor Chevrolet, ele ganhou um oitavo lugar como o melhor resultado. Assim foi o segundo melhor rookie.
A seguir, na temporada de 2005 pilotaria na Vision Racing por 5 temporadas da IndyCar Series.
Em 2017 fez a terceira pole para a Indy 500.

## Resultados

### IndyCar Series
* Nota: Corridas marcadas em negrito indicam quando o piloto foi Pole-position.
| Ano  | Equipe  | 1       | 2       | 3       | 4       | 5       | 6       | 7       | 8       | 9      | 10      | 11      | 12      | 13      | 14     | 15     | 16      | 17      | Pos. | Pontos |
| ---- | ------- | ------- | ------- | ------- | ------- | ------- | ------- | ------- | ------- | ------ | ------- | ------- | ------- | ------- | ------ | ------ | ------- | ------- | ---- | ------ |
| 2003 | PDM     | HMS     | PHX     | JPN     | IND     | TXS     | PPIR    | RIR     | KAN     | NSH    | MIS     | STL     | KTY     | NZR     | CHI 13 | CAL 13 | TX2 Ret |         | 27º  | 43     |
| 2004 | Cheever | HMS 12  | PHX Ret | JPN Ret | IND Ret | TXS Ret | RIR 16  | KAN 14  | NSH Ret | MIL 11 | MIS 14  | KTY 8   | PPIR 11 | NZR Ret | CHI 11 | CAL 12 | TX2 Ret |         | 16º  | 245    |
| 2005 | Vision  | HMS Ret | PHX 16  | STP Ret | JPN Ret | IND 11  | TXS Ret | RIR 12  | KAN 17  | NSH 10 | MIL 12  | MIS Ret | KTY Ret | PPIR 19 | SNM 15 | CHI 17 | WGL 14  | CAL Ret | 18º  | 244    |
| 2006 | Vision  | HMS DNS | STP INJ | JPN Ret | IND 11  | WGL 6   | TXS 9   | RIR 8   | KAN 16  | NSH 10 | MIL Ret | MIS 7   | KTY 11  | SNM 12  | CHI 5  |        |         |         | 14º  | 252    |
| 2007 | Vision  | HMS 6   | STP Ret | JPN 15  | KAN Ret | IND Ret | MIL 7   | TXS Ret | IOW 6   | RIR 10 | WGL 12  | NSH 13  | MDO 16  | MIS Ret | KTY 7  | SNM 13 | DET 10  | CHI 16  | 15º  | 309    |

| Anos | Equipes | Corridas | Poles | Vitórias | Pódios (não vencedor) | Top 10 (não indo ao pódio) | 500 Milhas de Indianápolis Vitórias | Títulos |
| ---- | ------- | -------- | ----- | -------- | --------------------- | -------------------------- | ----------------------------------- | ------- |
| 14   | 7       | 162      | 3     | 3        |                       | 43                         | 0                                   | 0       |

#### Resultados de Ed Carpenter naIndy 500
| Ano  | Chassi  | Motor     | Classificação | Resultado | Equipe              |
| ---- | ------- | --------- | ------------- | --------- | ------------------- |
| 2004 | Dallara | Chevrolet | 16            | 31        | Team Cheever        |
| 2005 | Dallara | Toyota    | 26            | 11        | Vision Racing       |
| 2006 | Dallara | Honda     | 12            | 11        | Vision Racing       |
| 2007 | Dallara | Honda     | 14            | 17        | Vision Racing       |
| 2008 | Dallara | Honda     | 10            | 5         | Vision Racing       |
| 2009 | Dallara | Honda     | 17            | 8         | Vision Racing       |
| 2010 | Dallara | Honda     | 8             | 17        | Panther Racing      |
| 2011 | Dallara | Honda     | 8             | 11        | Sarah Fisher Racing |
| 2012 | Dallara | Chevrolet | 28            | 21        | Ed Carpenter Racing |
| 2013 | Dallara | Chevrolet | 1             | 10        | Ed Carpenter Racing |
| 2014 | Dallara | Chevrolet | 1             | 27        | Ed Carpenter Racing |
| 2015 | Dallara | Chevrolet | 12            | 30        | CFH Racing          |
| 2016 | Dallara | Chevrolet | 20            | 31        | Ed Carpenter Racing |
| 2017 | Dallara | Chevrolet | 2             | 11        | Ed Carpenter Racing |
| 2018 | Dallara | Chevrolet | 1             | 2         | Ed Carpenter Racing |